# Super Junior-M
Super Junior-M (кор. 슈퍼주니어-M, часто стилизуется как SJ-M) — китайская подгруппа южнокорейского бойбенда Super Junior. Коллектив состоит из семи участников: Сонмина, Ынхёка, Сивона, Чжоу Ми, Донхэ, Рёука и Кюхёна. Хангён покинул S.M. Entertainment в 2009 году.
В феврале 2011 года в состав Super Junior-M были добавлены Сонмин и Ынхёк, и уже в обновленном составе группа выпустила второй мини-альбом Perfection. После ухода Хангена участники объявили нового лидера — Сонмина, так как среди них он был самым старшим (принцип лидерства по старшинству характерен для многих групп S.M.). Однако, несмотря на это, агентство никогда не выпускало официального заявления, в котором говорилось об определении нового лидера Super Junior-M.
Изначально, ещё до своего дебюта, подгруппа была известна как Super Junior China. 3 апреля 2008 года S.M. Entertainment анонсировало итоговое название — Super Junior-M (где «М» обозначение для мандаринского (севернокитайского) языка). «М» также может трактовать и другие значения: к примеру, первую букву их дебютного мини-альбома Me или «mi» (кит. 迷), пиньинь от «харизматичные» и «фанаты»; в частности, «фанаты» означает их обещание на наиболее близкое общение со своими поклонниками.

## Карьера

### 2007: Формирование и протесты поклонников
В октябре 2007 года S.M. Entertainment выпустили официальное заявление, в котором анонсировали дебют китайской подгруппы Super Junior весной 2008 года. Хангён был представлен как лидер, а также был добавлен новый участник — Генри Лау, который исполнял партию на скрипке во время промоушена Super Junior с «Don’t Don». Однако реакция со стороны корейской фанбазы Super Junior была отрицательной: они составили ряд петиций, чтобы Лау не принимали в группу, потому что это будет означать, что одного их участников оригинального состава «заменят». Многие Эльфы (название фанбазы Super Junior) бойкотировали официальные товары с группой, а также устраивали молчаливые протесты около здания S.M. в Сеуле, показывая плакаты со слоганом «Только 13».
3 ноября состоялся третий протест Эльфов, на этот раз около здания агентства собралось более тысячи фанатов. Вместо молчаливого протеста они пели песни Super Junior и кричали «тринадцать». Фанаты приобрели 58 206 акций S.M., тем самым удерживая 0,3 % всех акций агентства. Через СМИ они выпустили заявление, в котором сказали, что любыми способами предотвратят добавление в Super Junior ещё одного участника. В конечном итоге S.M. Entertainment выпустили ответное заявление, в котором подтвердили, что не будут добавлять участников подгруппы в основной состав.

### 2008−11:Me, коммерческий успех,Super Girl, уход Хангёна иPerfection
С 4 по 7 апреля 2008 года все семь участников Super Junior-M были представлены через небольшие трейлеры на китайском телевидении. Первый участник, Хангён, был анонсирован также как лидер. 5 апреля представили Сивона и Донхэ. 6 апреля представили Кюхёна и Генри. 7 апреля выложили фото-тизеры Рёука и ещё одного нового участника — Чжоу Ми. Общий тизер был представлен в день дебюта, 8 апреля. Менее чем за четыре дня просмотры составили более 1,4 миллиона.
Дебют состоялся 8 апреля на ежегодной китайской музыкальной премии Annual Music Chart Awards, в тот же день в цифровом формате выпустили сингл «U», китайскую версию нашумевшего одноимённого хита Super Junior, выпущенного в 2006 году. 23 апреля дебютный студийный альбом Me вышел в определённых провинциях Китая. Корейская версия Me с тремя корейскими бонус-треками была выпущена неделей позже. 2 мая была выпущена откорректирована версия в Гонконге, Сингапуре и Тайване. Несмотря на то, что песни являлись китайскими версиями ранее выпущенных песен Super Junior, Me получил положительные отзывы. Гонконгский исполнитель кантопопа Хинс Чун отметил, что альбом он оценивает как один из своих альбомов, потому что он «содержит музыку международного уровня», а группа «вокально талантлива». Через месяц после дебюта Super Junior-M выиграли свою первую награду «Самая популярная новая группа Азии» на Music King Awards в Макао. В том же году они забрали домой ещё три награды. 27 и 28 декабря группа провела концерты Super Junior-M Show в Гонконге.
Успешный дебют позволил Super Junior-M появиться в ряде популярных китайских телевизионных программ. Появившись в эпизоде второго сезона шоу «Танцы со звёздами», они обеспечили ему рейтинг в 5,1 %, что является третьим наивысшим рейтингом на телевидении в Китае за всю историю. Они также посетили шоу «Как это было», и рейтинг также оказался очень высоким — 4,05 %. Все последующие передачи, на которых появлялась группа, зарабатывали самые высокие рейтинги в период своего показа. В августе Хангён получил главную роль в мини-драме «Картина весны», посвящённой Летним олимпийским играм в Пекине.
23 сентября 2009 года был выпущен первый мини-альбом Super Girl, который впоследствии позволил Super Junior-M получить номинацию «Лучшая вокальная группа» на Golden Melody Awards. Сингл «Super Girl» стал самым успешным в карьере группы и получил признание за композицию и исполнение.
В декабре 2009 года Хангён подал в суд иск против S.M. Entertainment, аргументируя это тем, что условия его контракта несправедливы и нарушаю его права. Ввиду этого Super Junior-M пришлось отменить все свои ближайшие выступления в Китае и на Тайване. Они вернулись в Корею, где шла подготовка к корейскому камбэку Super Junior с четвёртым студийным альбомом Bonamana. Хангён остался в Китае, где подписал контракт с новым агентством, и в июле 2010 года выпустил дебютный альбом Geng Xin. Несмотря на то, что на протяжении большей части 2010 года подгруппа ничего не выпускала, это всё равно позволило им выиграть несколько наград после успеха «Super Girl»: «Самая популярная группа», «Артист топ-15» и «Лучшая композиция».
В декабре 2010 года Сеульский суд вынес решение в пользу Хангёна, однако агентство направило апелляцию на пересмотр дела. В сентябре 2011 года обе стороны достигли взаимного согласия. Несмотря на то, что Хангён не продлевал эксклюзивный контракт, S.M. Entertainment ещё предстояло выпустить официальное заявление касаемо его статуса как в Super Junior, так и в Super Junior-M.

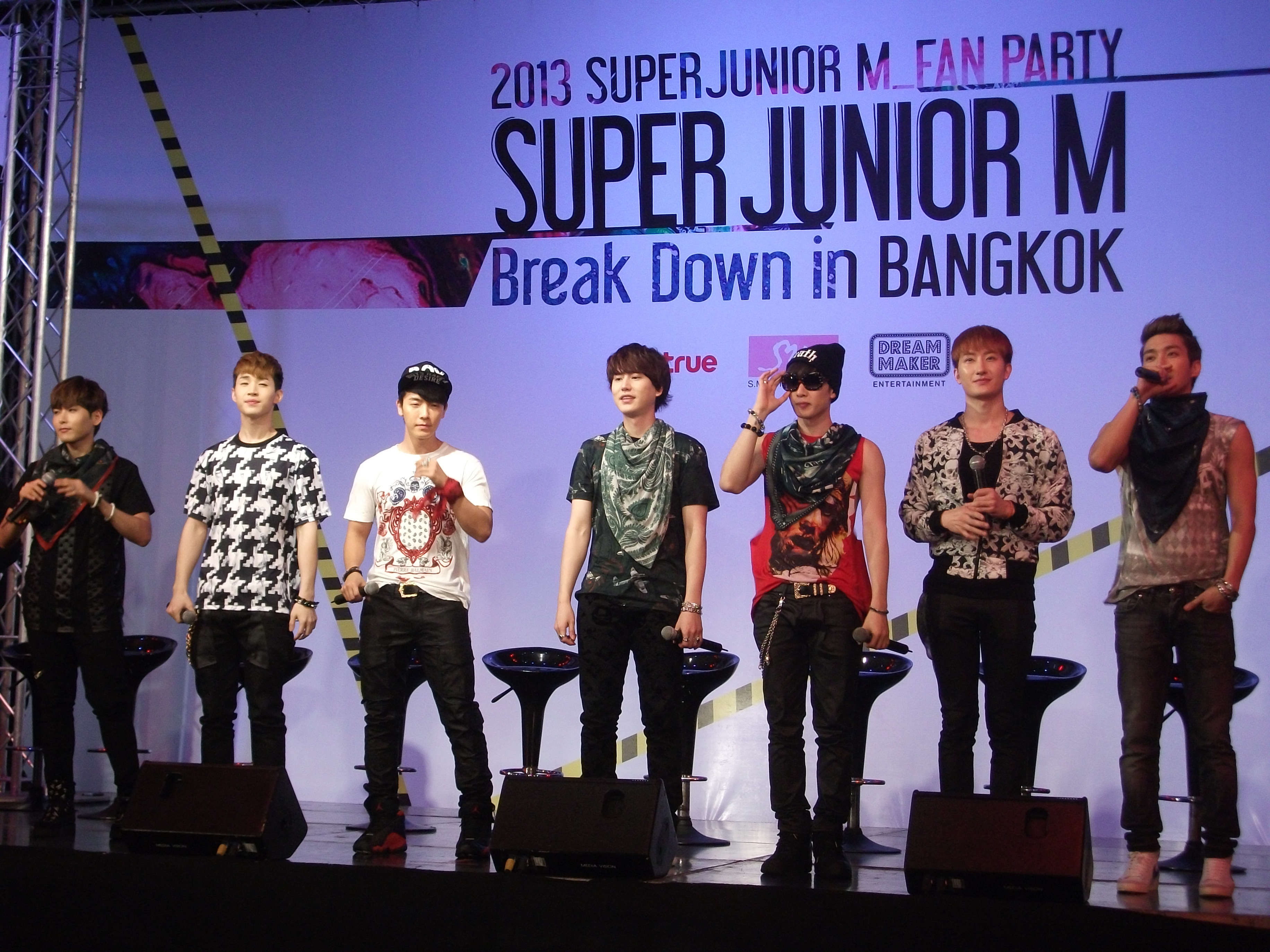
Super Junior-M на пресс-конференции в честь выхода альбома Break Down в Бангкоке, февраль 2013 года

Ранее, в феврале 2011 года Super Junior-M возобновили деятельность после перерыва, и вернулись на сцену уже в обновлённом составе с Ынхёком и Донхэ. Они выпустили второй мини-альбом Perfection, который, как и предыдущие релизы, снискал у публики успех, а 10 апреля было выпущено его переиздание.

### 2013−настоящее время:Break Down,Swing, перерыв в деятельности
В 2012 году Super Junior-M продолжили продвижение в Китае, выступив на концерте в честь двадцатилетия дипломатических отношений между Южной Корее и Китаем, организованном Shanghai Media Group. После выступления S.M. Entertainment подтвердили планы о выпуске нового альбома. 7 января 2013 года был выпущен второй студийный альбом Break Down с одноимённым синглом. Пресс-конференция состоялась в тот же день. Промоушен альбома в Корее проводился в течение недели, также были проведены фанмитинги в Азии. Break Down занял 1 место в Billboard World Albums Chart.
21 марта 2014 года был выпущен третий мини-альбом Swing, пресс-конференция состоялась в Пекине на следующий день. 31 марта альбом стал доступен на корейских музыкальных платформах. Видеоклип «Swing» опубликовали на YouTube 24 марта. С 2015 года Super Junior-M не выпускали материала по причине армейской службы корейских участников. 30 апреля 2018 года стало известно, что Генри не стал продлевать свой эксклюзивный контракт с S.M. Entertainment и ушёл из агентства.

## Участники
| - Ынхёк - Чжоу Ми - Донхэ - Сивон - Рёук - Кюхён | - Сонмин (не участвует в деятельности группы из-за протеста хейтеров) - Хангён (ушёл из агентства в 2009 году) - Генри Лау (ушёл из агентства в 2018 году) |

## Дискография
| - Me (2008) - Break Down (2013) | - Super Girl (2009) - Perfection (2011) - Swing (2013) |  |

## Награды и номинации

### Музыкальные премии
| Год                                      | Премия                              | Что номинировано       | Результат |
| ---------------------------------------- | ----------------------------------- | ---------------------- | --------- |
| Southeast Explosive Music Chart Awards   |                                     |                        |           |
| 2008                                     | Самая популярная группа             | Super Junior-M         | Победа    |
| China Tencent Stars Magnificent Ceremony |                                     |                        |           |
| 2008                                     | Лучшая группа                       | Super Junior-M         | Победа    |
| Music King Awards                        |                                     |                        |           |
| 2008                                     | Самая популярная новая группа Азии  | Super Junior-M         | Победа    |
| CCTV-MTV Music Awards                    |                                     |                        |           |
| 2008                                     | Лучшая группа                       | Super Junior-M         | Победа    |
| CCTV 2008 Chinese Entertainment Awards   |                                     |                        |           |
| 2008                                     | Лучший альбом                       | Me                     | Победа    |
| 2008                                     | Самая популярная группа             | Super Junior-M         | Победа    |
| China Digital Music Awards               |                                     |                        |           |
| 2009                                     | Самый скачиваемый зарубежный артист | Super Girl             | Победа    |
| Golden Melody Awards                     |                                     |                        |           |
| 2010                                     | Лучшая вокальная группа             | Super Junior-M         | Номинация |
| China Music Festival                     |                                     |                        |           |
| 2010                                     | Самая популярная группа             | Super Junior-M         | Победа    |
| 2010                                     | Лучший альбом                       | Super Girl             | Победа    |
| 2010                                     | Награда композитору                 | Super Girl (Ю Ён Чжин) | Победа    |
| China MusicRadio Top Awards              |                                     |                        |           |
| 2010                                     | Самая популярная группа             | Super Junior-M         | Победа    |
| Global Chinese Golden Chart Awards       |                                     |                        |           |
| 2011                                     | Самая популярная группа года        | Super Junior-M         | Победа    |
| 2011                                     | Лучшая мужская группа               | Super Junior-M         | Победа    |
| Singapore Hit Awards                     |                                     |                        |           |
| 2011                                     | Лучшая мужская группа               | Super Junior-M         | Победа    |
| Singapore’s e-Awards                     |                                     |                        |           |
| 2012                                     | Самая популярная группа             | Super Junior-M         | Победа    |
| 2013                                     | Самая популярная песня              | S.O.L.O                | Победа    |
| 2014                                     | Самая популярная группа             | Super Junior-M         | Победа    |
| Taiwan HITO Music Awards                 |                                     |                        |           |
| 2012                                     | Самая популярная группа             | Super Junior-M         | Победа    |
| 2013                                     | Лучший OST                          | S.O.L.O                | Победа    |
| Yahoo! Asia Buzz Awards                  |                                     |                        |           |
| 2012                                     | Самый разыскиваемый артист Тайваня  | Super Junior-M         | Победа    |
| Baidu Music Awards                       |                                     |                        |           |
| 2013                                     | Лучшая группа                       | Super Junior-M         | Победа    |
| IFPI (Hong Kong Top Sales Music Award)   |                                     |                        |           |
| 2013                                     | Лучшие продажи (Китай и Корея)      | Break Down             | Победа    |
| Top Chinese Award                        |                                     |                        |           |
| 2014                                     | Лучший музыкальный бэнд и группа    | Super Junior-M         | Победа    |
| 2014                                     | Лучший видеоклип                    | Break Down             | Победа    |
| 2nd YinYuenTai V-Chart Award             |                                     |                        |           |
| 2014                                     | Альбом Года                         | Break Down             | Победа    |
| Kugou Music Awards                       |                                     |                        |           |
| 2014                                     | Самая влиятельная группа года       | Super Junior-M         | Победа    |

### Музыкальные шоу

#### Global Chinese Music
| Год  | Дата     | Песня   |
| ---- | -------- | ------- |
| 2014 | 29 марта | «Swing» |
| 2014 | 5 апреля | «Swing» |